# 符騰堡的路德維希
符騰堡的路德維希（德語：Ludwig von Württemberg，1756年8月30日—1817年9月20日），第一任符騰堡國王腓特烈一世的弟弟。

## 家庭
1784年，路德維希與波蘭貴族亞當·卡齊米日·恰爾托雷斯基的女兒瑪麗亞·恰爾托雷斯卡結婚，兩人的獨子亞當於1792年出生。
路德維希和瑪麗亞於1793年離婚。1797年，路德維希與拿騷-威爾堡親王腓特烈·威廉的妹妹亨麗埃特結婚，兩人共有1子4女：
1. 瑪麗亞·多蘿西亞（1797年—1855年），奧地利的大公夫人
2. 阿瑪莉埃（1799年—1848年），薩克森-阿爾滕堡公爵夫人
3. 保琳（1800年—1873年），符騰堡王后
4. 伊莉莎白·亞歷山德琳（1802年—1864年）
5. 亞歷山大（1804年—1885年）特克公爵法蘭西斯的父親